# Orero
Orero is een gemeente in de Italiaanse provincie Genua (regio Ligurië) en telt 604 inwoners (31-12-2004). De oppervlakte bedraagt 15,8 km², de bevolkingsdichtheid is 41 inwoners per km².
De volgende frazioni maken deel uit van de gemeente: Orero en Soglio.

## Geografie
De gemeente ligt op ongeveer 438 m boven zeeniveau.
Orero grenst aan de volgende gemeenten: Cicagna, Coreglia Ligure, Lorsica, Rezzoaglio en San Colombano Certénoli.

## Galerij

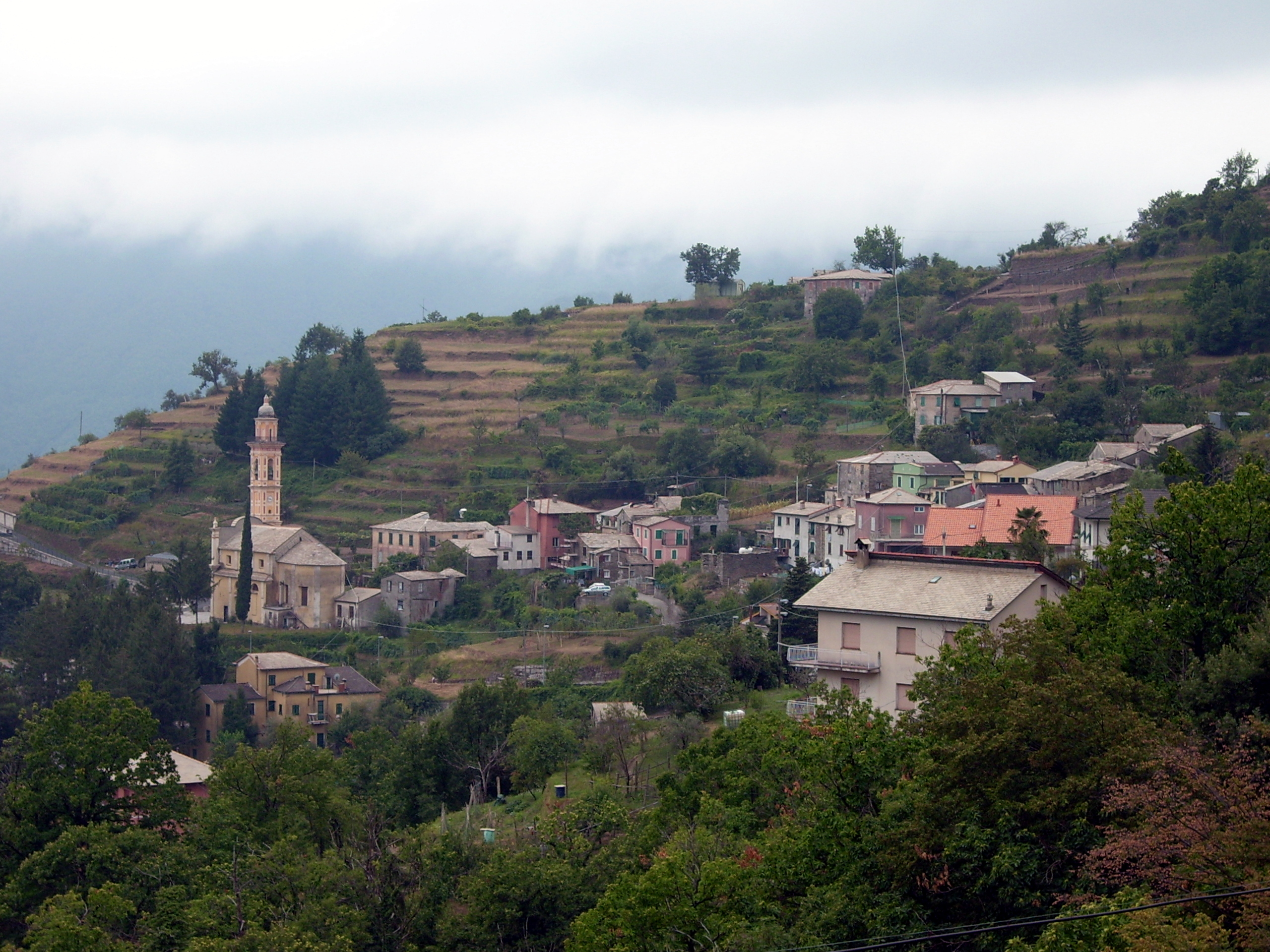
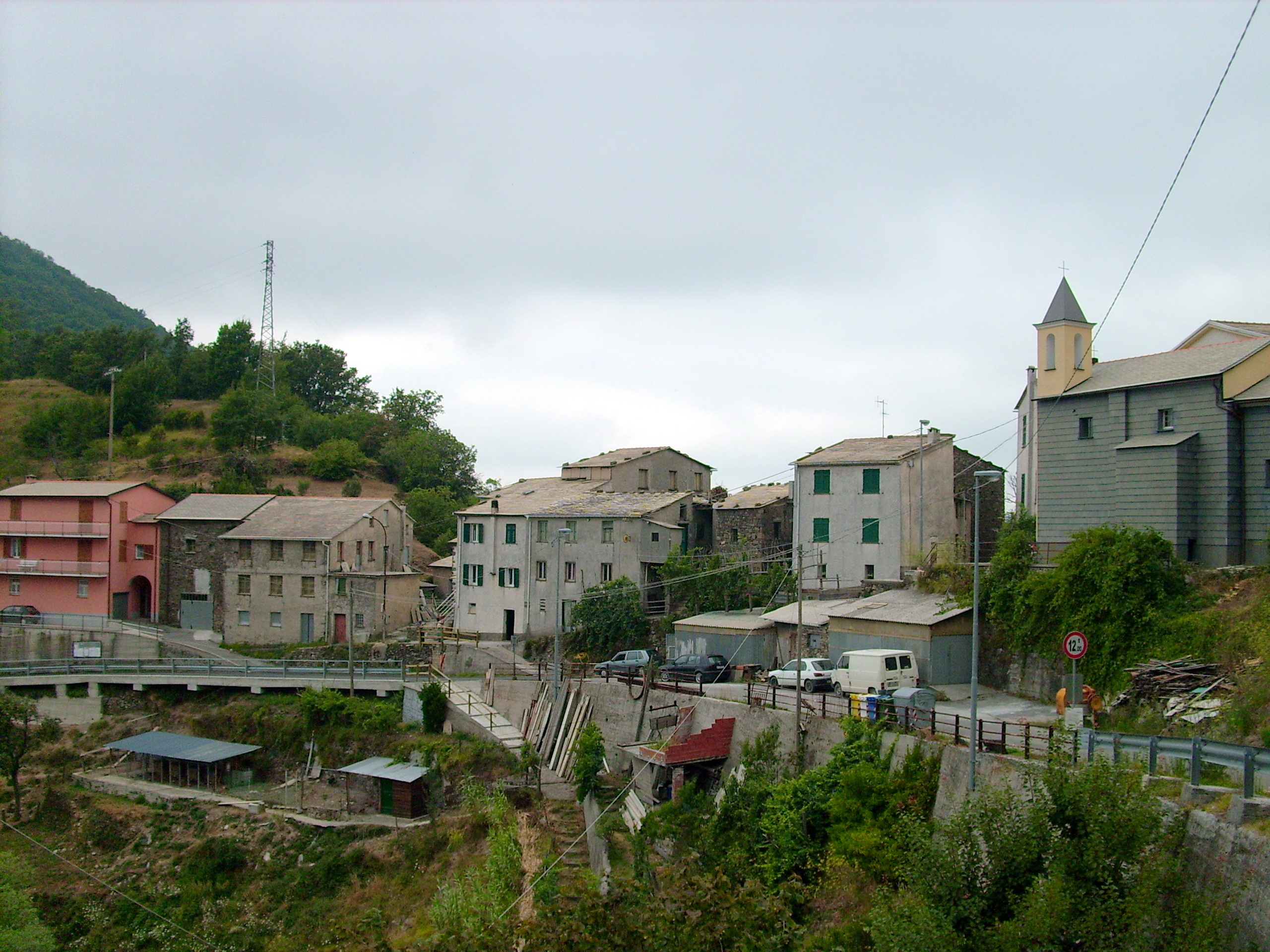
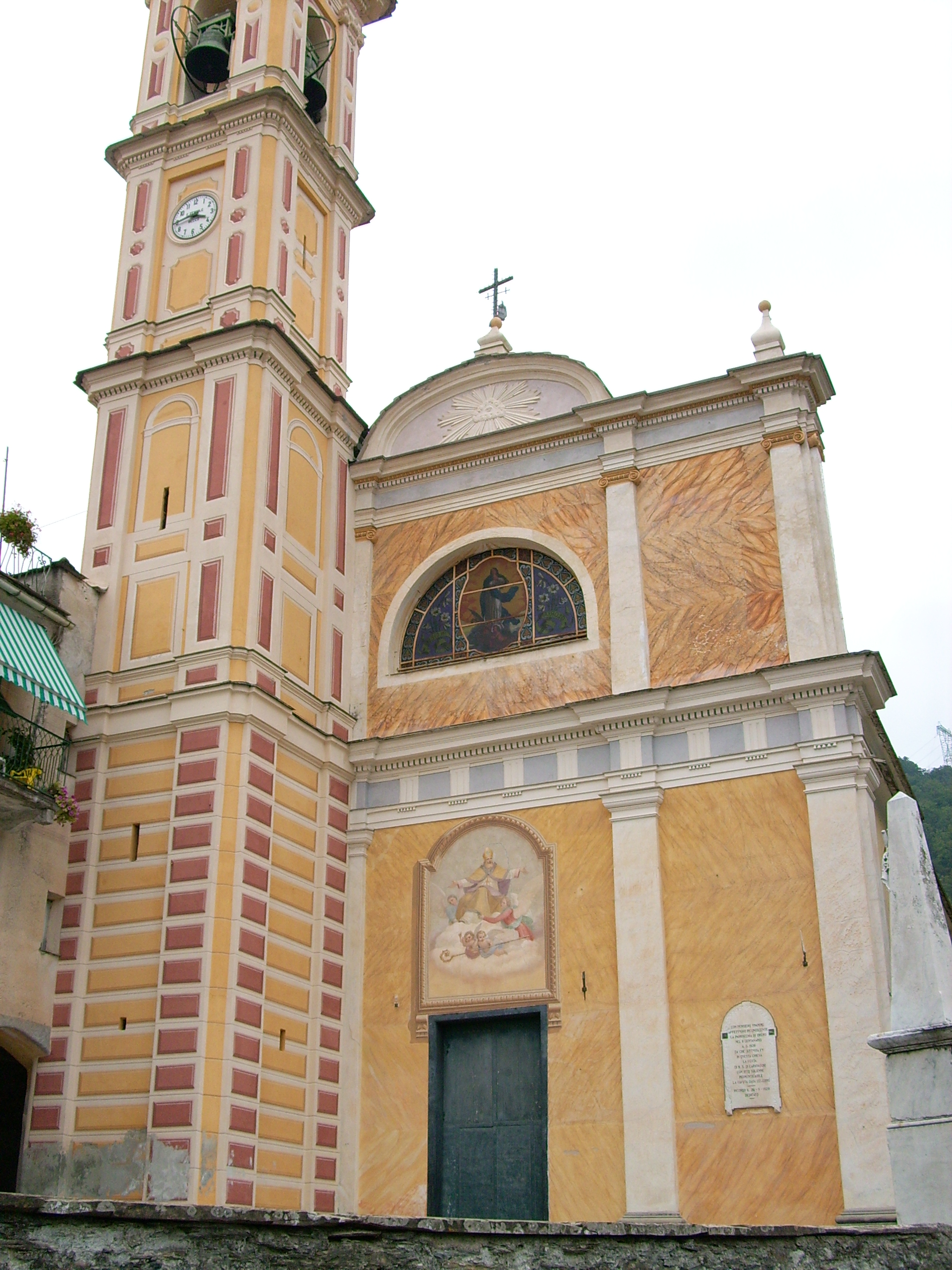
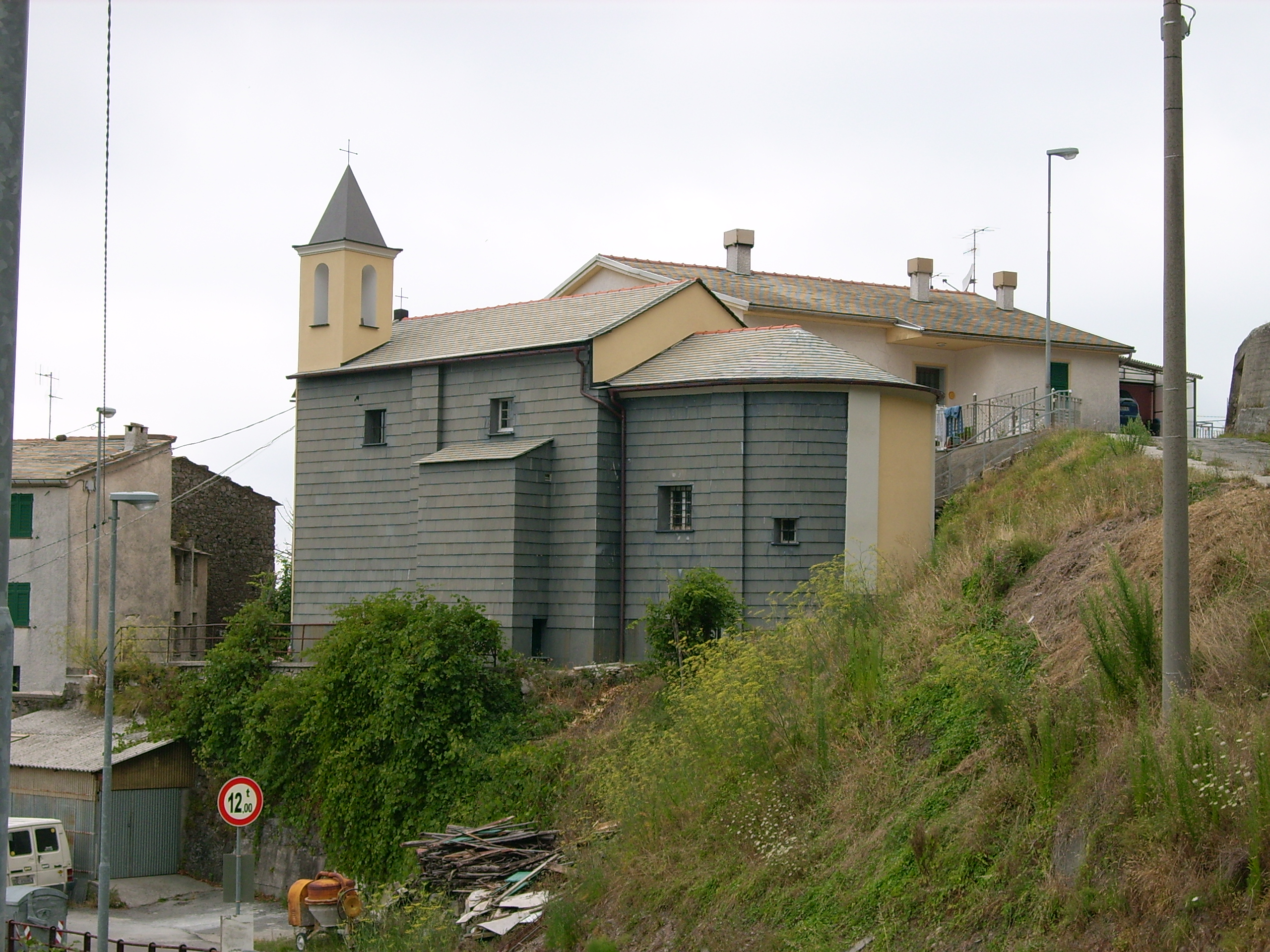
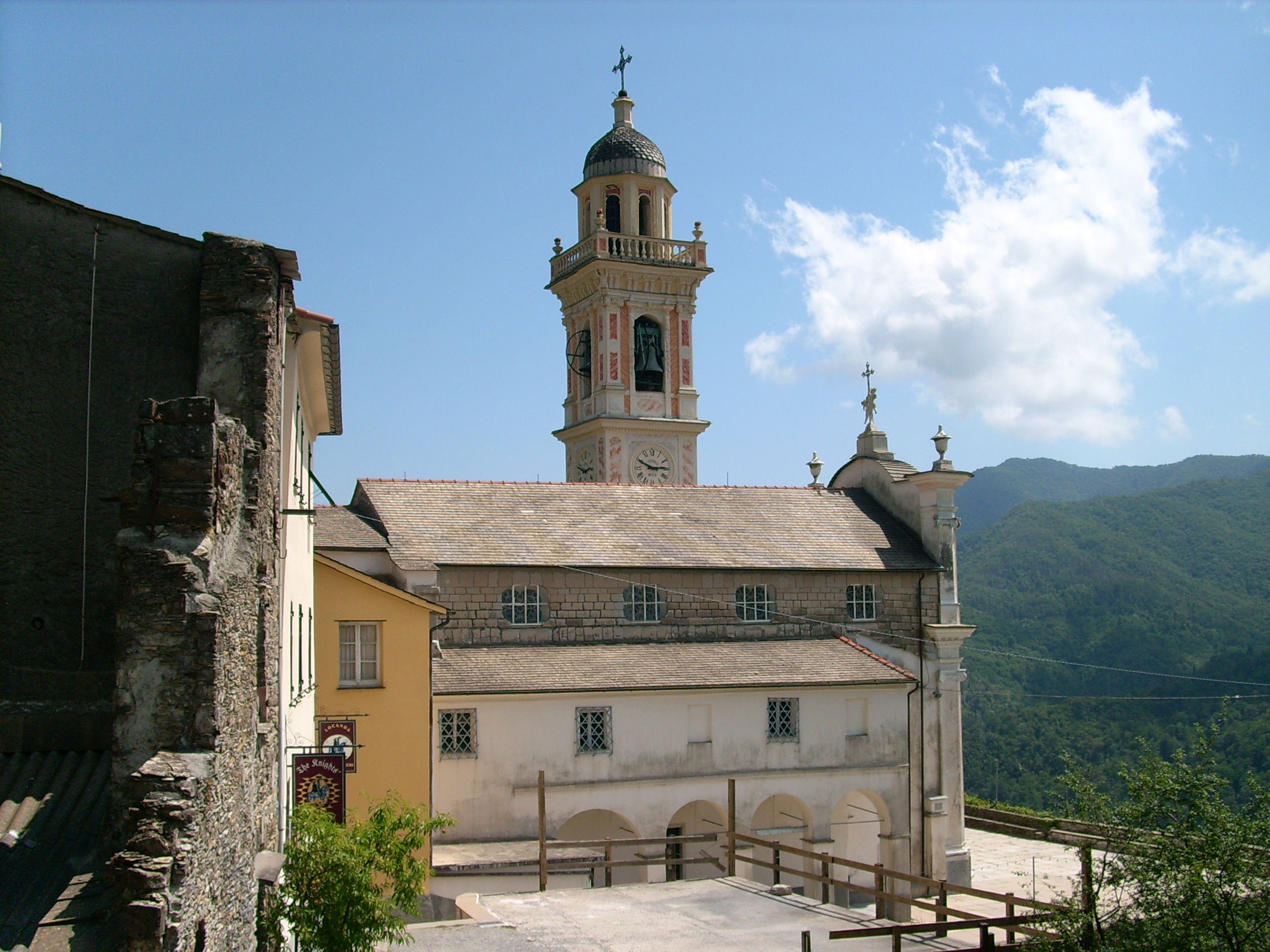
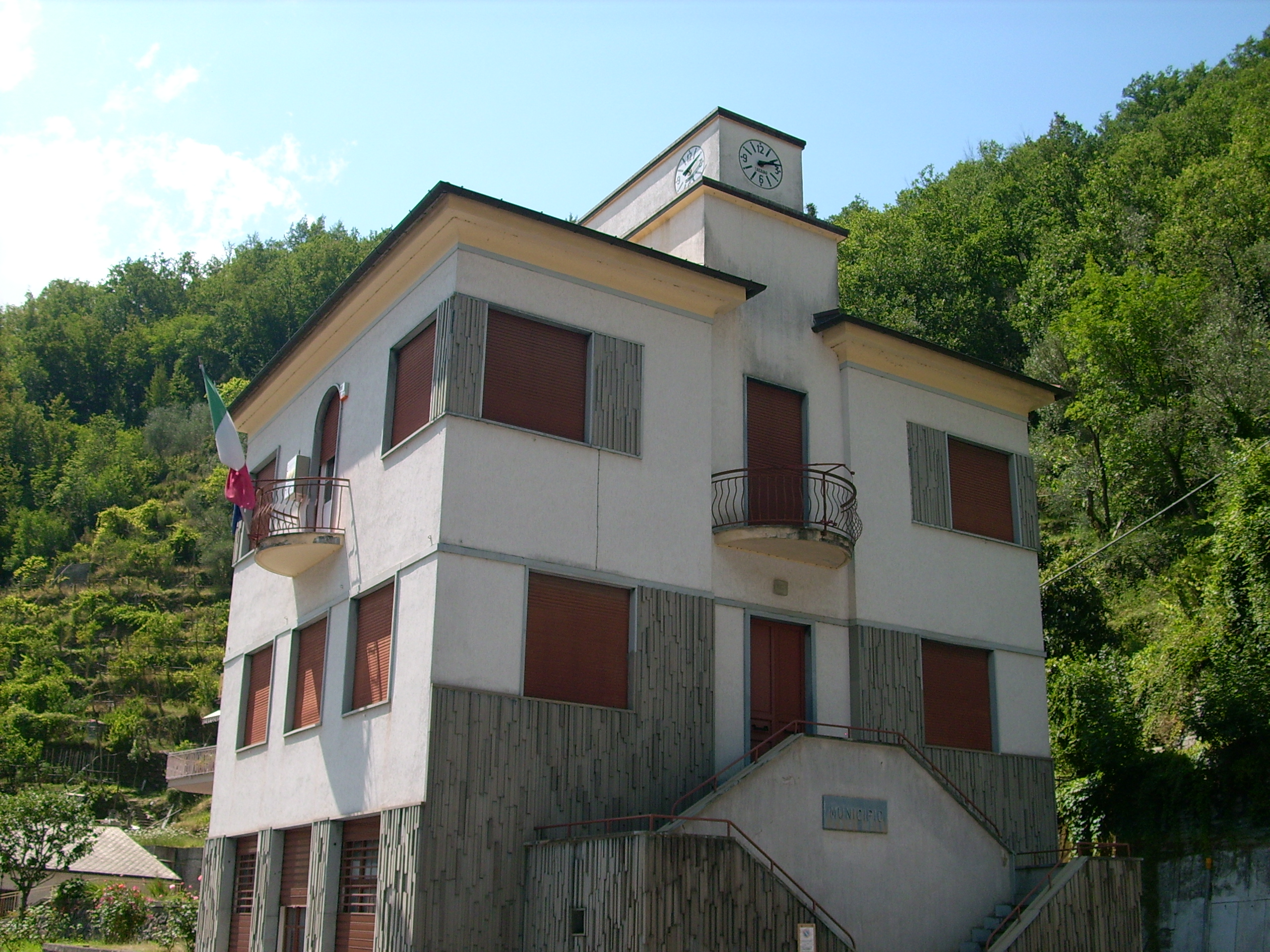
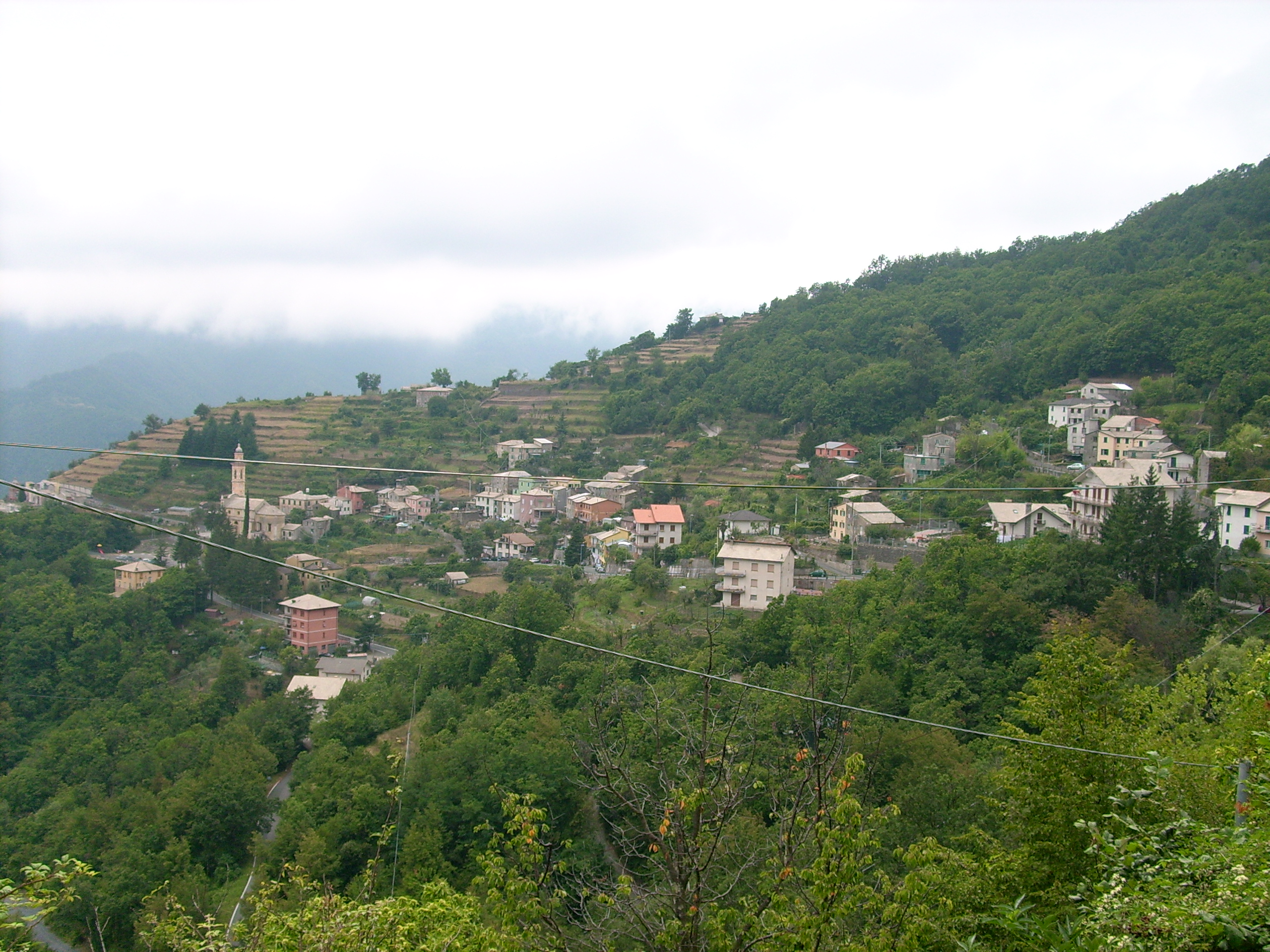